# Башенєв Валерій Олексійович
Валерій Олексійович Башенєв (22 лютого 1942 — 2024) — радянський та російський баяніст, музичний педагог. Заслужений діяч мистецтв Башкирської АРСР (1987). Професор.

## Біографія
У 1963 р. закінчив Челябінське музичне училище (клас баяна, диригування Петров К. С., Анохін П. М.).
1963—1970 рр. — навчання в Московському державному музично-педагогічному інституті ім. Гнесіних (клас баяна Беляков В. Ф., диригування Тевс Б. П.).
1964—1967 рр. — служба в лавах Радянської армії, диригент оркестру баяністів Палацу культури ім. 20-річчя ВЛКСМ м. Красноярськ-26.
1971—1973 рр. — асистентура-стажування в Московському державному музично-педагогічному інституті ім. Гнесіних (клас баяна, науковий керівник Колобков С. М., Беляков В. Ф., методика — Єгоров Б. М.).
Із 1970 по 2003 роки працював в Уфимському державному інституті мистецтв (УДІМ): професор, декан, проректор із навчальної та наукової роботи, керівник ансамблів УДІМ.
2003—2013 рр. — завідувач кафедри музичних інструментів і теорії музики, диригент оркестру баяністів, керівник ансамблів Башкирського державного педагогічного університету ім. М. Акмулли, з 2013 року професор, керівник ансамблів кафедри музичних інструментів та музично-комп'ютерних технологій БДПУ ім. М. Акмулли.
Підготував понад 150 висококваліфікованих фахівців у сфері музичного мистецтва та освіти. Серед них професори, заслужені діячі мистецтв, артисти, працівники культури, вчителі Російської Федерації, республік Башкортостан і Татарстан, переможці міжнародних, всеросійських і республіканських конкурсів (оркестри, ансамблі, солісти).
Учасник великих музично-просвітницьких заходів у Росії і за кордоном: XII Всесвітній фестиваль молоді та студентів в Москві (1985), Днів культури і мистецтва Башкирської АРСР у НДР (1986), Казані (1989), Молоде мистецтво країни Рад на ВДНГ СРСР (1989), Всесоюзному фестивалі народної музики в Уфі (1994), Міжнародних Аксаковських днів в Уфі (1985—2003). Проявив особливу активність у пропаганді російської та народної музики, виступаючи (понад 3500 концертів) у складі концертних бригад Башкирської державної філармонії, Спілки композиторів Башкирської АРСР, Уфимського державного інституту мистецтв, Башкирського державного театру опери та балету.
Автор інструментовок, записаних до Фонду ВДТРК. Підготував до першого видання понад 70 творів Башкирської оркестрової, інструментальної композиторської та народної музики та інші навчально-методичні видання для початкової, середньої та вищої музичної освіти.
Помер у 2024 році.

## Нагороди та звання
- Орден Дружби (2013)[4]
- Медаль «Ветеран праці» (1989)
- Ювілейна медаль «20 років перемоги у Великій Вітчизняній війні 1941—1945 рр.» (1965)
- Почесний Знак ЦК ВЛКСМ і Радянського підготовчого комітету «За активну участь у підготовці та проведенні XII Всесвітнього фестивалю молоді та студентів у м. Москві» (1985)
- Почесне звання «Заслужений діяч мистецтв Башкирської АРСР» (1987)
- Дипломант Всеросійських конкурсу в Тулі (1986), в Кургані (2002), лауреат Міжнародного конкурсу в Новосибірську (2001), Всеросійських конкурсів в Оренбурзі (2002), Саратові (2005), Міжнародного конкурсу в Уфі (2015)[5].

## Громадська діяльність
Член Колегії Міністерства культури Башкирської АРСР (1986—1989); член тарифікаційної комісії Міністерства культури Башкирської АРСР (1981—1989); член правління Башкирського відділення фонду культури РРФСР (1981—1989); заст. голови правління Башкирського відділення музичного товариства РРФСР (1986—1990); член правління громадської організації Музичне товариство Республіки Башкортостан (з 1992 р.).
У 1980—2013 рр. — член журі міжнародних, всесоюзних і республіканських конкурсів.

## Публікації про баяніста
- О работе кафедры музыкальных инструментов и теории музыки. Аудитория стала сценой // Аудитория. — 2008. — № 1—2 — январь. — С. 4.
- Люди года: Башенев Валерий Алексеевич // Аудитория. — 2010. — № 19—20 — декабрь. — С. 2.
- Валерий Башенев — педагог и музыкант // Аудитория. — 2012. — № 29—30 — май. — С. 2.
- Рахимов Р., Сагадеева Р. Валерию Алексеевичу Башеневу — 70! // Народник. — 2012. — № 4 (80). — С. 61—65.
- Платонова С. Валерий Башенев — музыкант, педагог, человек // Современные тенденции развития науки и технологий. Материалы XIII Международной научно-практической конференции. — Белгород, 2016. — № 4—5. — С. 141—143.
- Сагадеева Р. Заслуженная награда. О В. А. Башеневе // Бельские просторы. — 2014. — № 10 (191). — C. 148—153.Фото.
- Валерий Башенев. Творческий портрет. К 70-летию со дня рождения / Составители: Р. Г. Рахимов, Р. Г. Сагадеева, И. Р. Левина. — Уфа: Изд-во БГПУ, 2012. — 100 с. — ISBN 978-5-87978-807-5.
- Башенев Валерий Алексеевич //WHO IS WHO В РОССИИ: Библиографическая энциклопедия успешных людей в России. — Schweiz: Verlag Fur Personenzyklopadien AG, 2011. — С.218-219. — выпуск 5. — Фото. ISBN 978-3-7290-0101-5.
- Башенев Валерий Алексеевич. В кн: Вехи становления и развития Уфимской государственной академии искусств имени Загира Исмагилова: Информационно-справочный сборник // отв. редактор-составитель Н. Ф. Гарипова. — Уфа: РИС УГАИ им. З. Исмагилова, 2008. — С.83- 90. — Фото. ISBN 978-5-98755-059-5
- Башенёв Валерий Алексеевич // Замечательные люди Башкортостана / Башкирская энциклопедия
- Карпинский краеведческий музей // Выдающиеся люди. Они родились в Карпинске / Башенёв Валерий Алексеевич